# 方起程
方起程（1929年—2017年11月2日），男，浙江宁波人，中国天然药物化学家，曾任中国医学科学院药物研究所研究员，药典委员会委员。